# Borknagar
Borknagar je progresivni black metal-sastav iz grada Bergena u Norveškoj. Sastav je 1995. godine osnovao Øystein Brun. Glazbeni stil grupe spaja black metal i folk metal s progresivnim i melodičnim elementima. Njegovi tekstovi pjesama često se koncentriraju na filozofiju, paganizam i svemir.

## O sastavu
Borknagar je 1995. godine osnovao Øystein Brun, tada još član death metal-sastava Molested, u doba kad mu je brutalna vanjština zvuka grupe dosadila. Øystein ga je osnovao kako bi istražio svoj melodičniji glazbeni stil, inspiriran black metal pokretom koji je u to vrijeme doživljavao veliki rast u Norveškoj te je pokušavao pogurati granice onoga što se smatralo "tradicionalnim" black metalom. Pisao je sve tekstove i glazbu za skupinu i okupio je mnoge poznate glazbenike kako bi svirali na njegovom projektu, poput Infernusa iz sastava Gorgoroth, Grima iz Immortala i Gorgorotha te Ivara Bjørnsona iz Enslaveda. Kada se Borknagaru pridružio i Garm iz sastava Ulver, Head Control System i Arcturus, projekt je zadobio veliku pozornost. Skupina nikada nije snimila svoj demouradak; oslanjajući se na činjenicu što je čine mnogi poznati izvođači, jednostavno je zatražila ugovor za snimanje albuma od izdavačke kuće Malicious Records i zahtjev joj je bio ispunjen. Borknagarova glazba odmah je privukla mnogo obožavatelja i dobila pozitivne kritike. Godine 1999. Grim je počinio samoubojstvo predoziravši se tabletama za spavanje. Zamijenio ga je Justin Greaves koji je ubrzo napustio sastav i ubrzo mu se pridružio Asgeir Mickelson.
Njegov je prvi album prikazivao melodični viking black metal stil glazbe, no s kasnijim je albumima grupa počela uključivati progresivne elemente u svoju glazbu. 
Ime Borknagar, kako Øystein objašnjava, nema određeno značenje, već je samo inspirirano imenom škotske planine Lochnagar.
Skupina je do danas objavila ukupno deset studijskih albuma. Njihov istoimeni debitantski album sadržava tekstove pjesama napisane u potpunosti na norveškom jeziku; svi sljedeći albumi sadržavali su tekstove samo na engleskom jeziku (međutim, album The Olden Domain sadržava instrumentalnu skladbu koja je nazvana na norveškom, "Om hundrede aar er alting glemt"). Osim Brunovih tekstualnih doprinosa pjesmama, tekstove za sastav pisali su i ostali članovi, kao što su ICS Vortex iz grupe Arcturus te bivši član sastava Dimmu Borgir, bubnjar Asgeir Mickelson i klavijaturist Lars Nedland. Od nedavno tekstove piše i trenutni pjevač Borknagara Vintersorg iz sastava Otyg i istoimene grupe. Basist Tyr u potpunosti je napisao pjesmu "The View of Everlast". Svi albumi sastava (osim originalnog izdanja njihovog prvog albuma) objavila je izdavačka kuća Century Media. Borknagar je išao na turneje s mnogim poznatim sastavima, kao što su Emperor, Peccatum, In Flames, Morbid Angel te Cradle of Filth.
Borknagar je također 2006. godine objavio akustični album Origin koji je Øystein opisao kao "akustični uradak u potpunosti baziran na progresivni i epski način sviranja skupine". 
U prosincu 2007. godine sastav je potpisao ugovor za izdavanje albuma s izdavačkom kućom Indie Recordings za svoja sljedeća tri studijska albuma. 
Godine 2010. sastav objavljuje svoj osmi studijski album Universal.
U travnju 2011. godine službeno je potvrđen povratak ICS Vortexa u grupu, nakon što ga je napustio 2000. godine kako bi se pridružio Dimmu Borgiru.
Godine 2012. sastav objavljuje svoj deveti studijski album Urd. Četiri godine poslije, sastav objavljuje svoj deseti studijski album pod imenom Winter Thrice Na navedenom je albumu Garm pjevao gostujuće vokale.

## Članovi sastava
| Trenutni članovi - Øystein G. Brun – gitara (1995. – danas) - ICS Vortex – vokali, bas-gitara (1997. – 2000., 2010. – danas) - Lars A. Nedland – klavijature, prateći vokali (1999. – danas) - Bjørn Dugstad Rønnow – bubnjevi (2018. – danas) - Jostein Thomassen – gitara (2019. – danas) | Bivši članovi - Ivar Bjørnson – klavijature (1995. – 1998.) - Grim – bubnjevi (1995. – 1998.) - Kristoffer "Garm" Rygg – vokali (1995. – 1997.) - Infernus – bas-gitara (1995. – 1996.) - Kai Lie – bas-gitara (1996. – 1998.) - Justin Greaves – bubnjevi(1998. – 1999.) - Asgeir Mickelson – bubnjevi (1999. – 2008.; također i bas-gitara te gitara na nekim dijelovima albuma Epic) - Tyr – bas-gitara (i bas-gitara s 8 žica) (2000. – 2003., 2006. – 2010.) - David Kinkade – bubnjevi (2008. – 2011.) - Jens F. Ryland – gitara (1997. – 2003., 2007. – 2018.) - Baard Kolstad – bubnjevi (2012. – 2018.) - Vintersorg – vokali (2000. – 2019.) |

## Diskografija
Studijski albumi
- Borknagar (1996.)
- The Olden Domain (1997.)
- The Archaic Course (1998.)
- Quintessence (2000.)
- Empiricism (2001.)
- Epic (2004.)
- Origin (2006.)
- Universal (2010.)
- Urd (2012.)
- Winter Thrice (2016.)
- True North (2019.)
- Fall (2024.)

Kompilacije
- For the Elements (1996-2006) (2008.)

## Vanjske poveznice

### Sestrinski projekti
|  | Zajednički poslužitelj ima još gradiva o temi Borknagar |

### Mrežna mjesta
- Službena stranica
- Borknagar na Facebooku
- Borknagarov službeni forum (na UltimateMetal)  Arhivirana inačica izvorne stranice od 23. ožujka 2006. (Wayback Machine)
- Borknagar na Encyclopaedia Metallum